# Матвеев, Николай Сергеевич
Николай Сергеевич Матвеев (1855—1939) — русский художник-передвижник.
Живописец, иллюстратор, работал в области исторической живописи, жанра, портрета, пейзажа. Автор критических статей по искусству.

## Биография
Родился в 1855 году в Москве в купеческой семье художника-любителя.
В 1872—1881 годах учился в Московском училище живописи, ваяния и зодчества (вольноприходящий) у Е. С. Сорокина и одного из ведущих передвижников В. Г. Перова. В период обучения был дважды награждён Малыми Серебряными медалями (1878, 1881).
В начале 1880-х годов Матвеев посещал рисовальные вечера в мастерской И. Е. Репина. В 1901 году вступил в Московское общество любителей художеств, куда входил коллекционер П. М. Третьяков, приобретший у Матвеева несколько произведений, в том числе одно из лучших его полотен — «Сумерки» (1891).
Матвеев участвовал в выставках: ученических МУЖВЗ (1877—1881); как экспонент Товарищества передвижных художественных выставок (ТПХВ, 1887—1906); Санкт-Петербургского общества художников (1891—1917); Общества художников исторической живописи (ОХИЖ, 1895—1898); Всероссийской выставки в Нижнем Новгороде (1896); «Объединённого искусства» (ОБИС — московское художественное выставочное объединение, которое существовало в 1925). В 1900-е годы — один из членов-учредителей ОХИЖ (Москва, 1896—1906). Состоял художественным критиком в газете «Русский листок» в начале 1900-х годов.
В 1918 году Матвеев был членом Комиссии по охране памятников и художественных сокровищ при Совете Рабочих и Солдатских Депутатов. В последние годы жизни посвятил себя реставрации живописи.
Умер 11 апреля 1939 года в Москве. Похоронен на Введенском кладбище (4 уч.).

## Картины
Работы художника хранятся в Государственной Третьяковской галерее в Москве, а также в ряде других музеев России и мира.

## Галерея

Некоторые работы
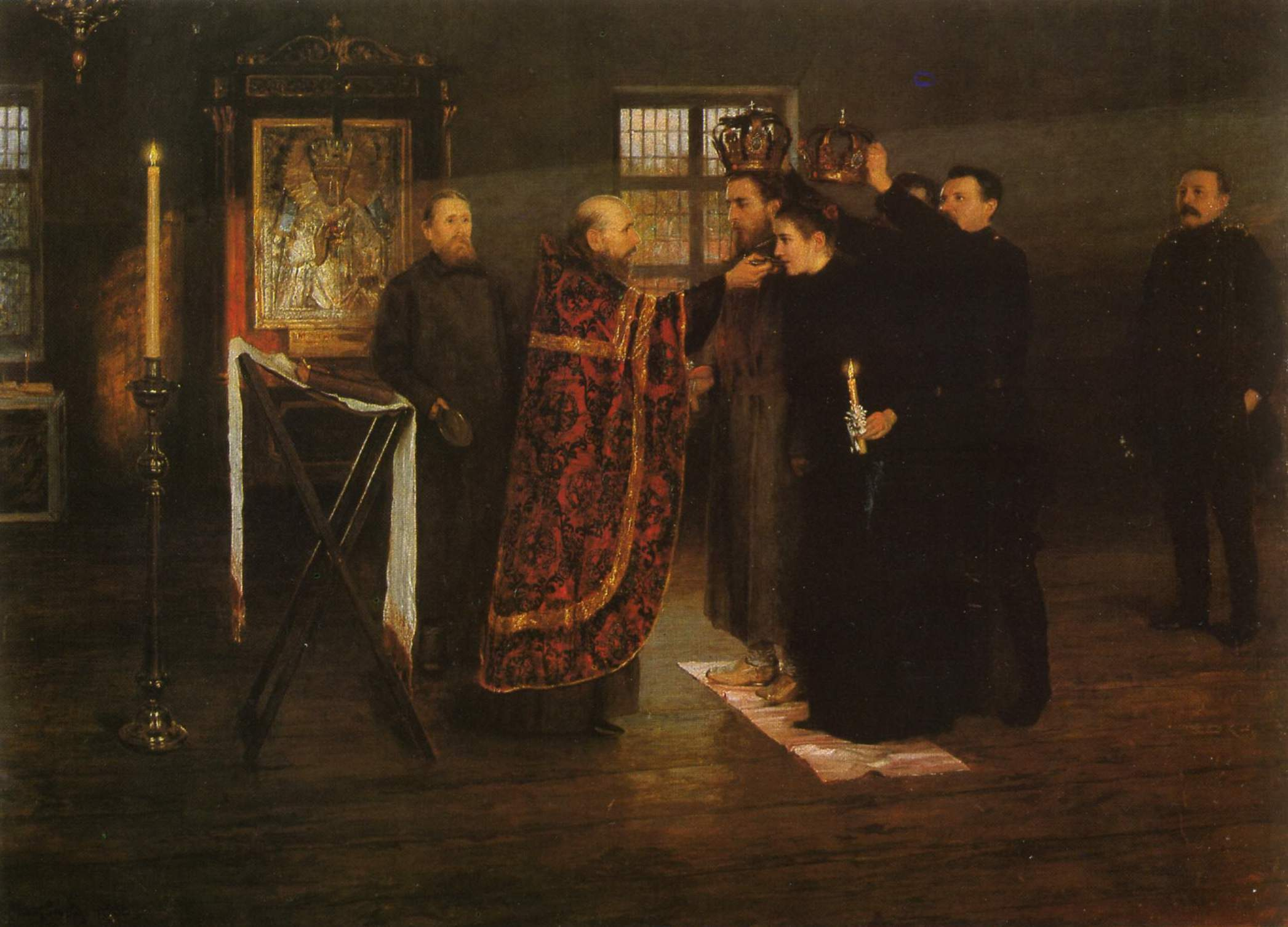
Свадьба в тюрьме, 1890. Национальный музей изобразительного искусства, Кишинёв
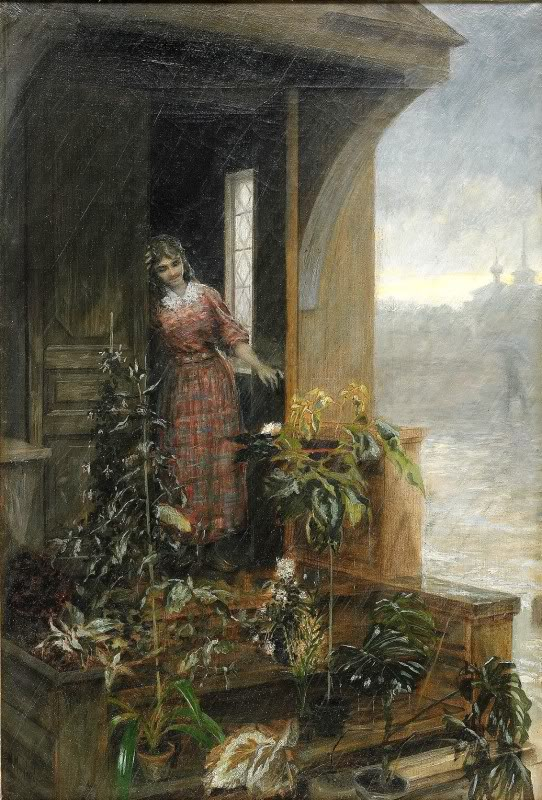
Девушка на крыльце
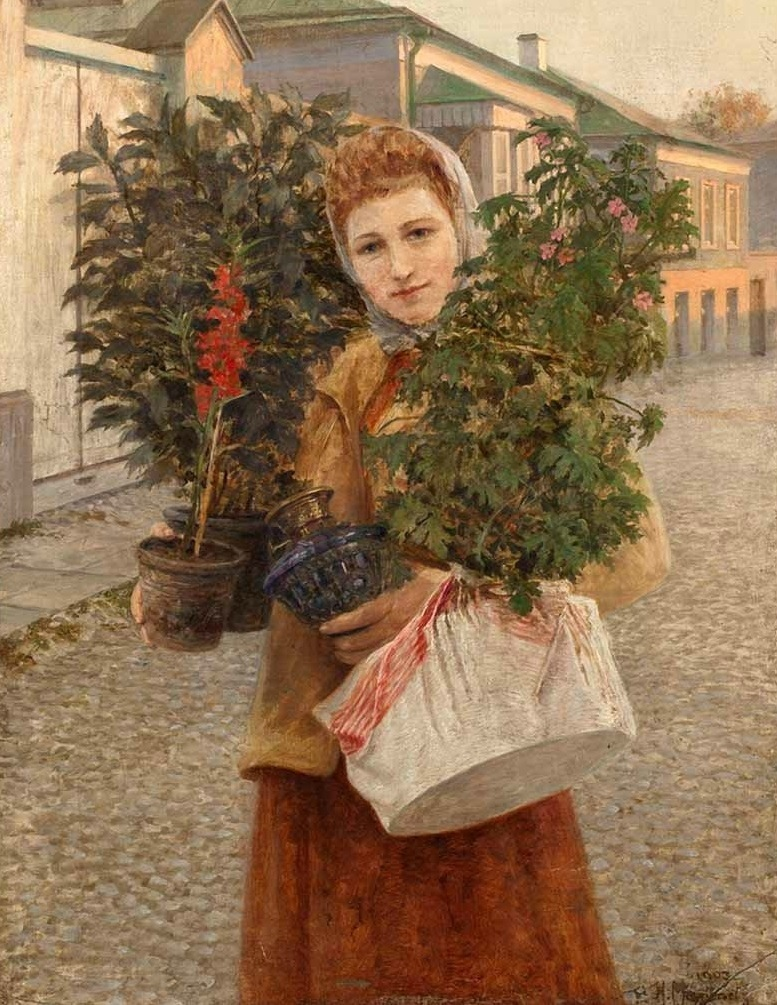
На новую квартиру
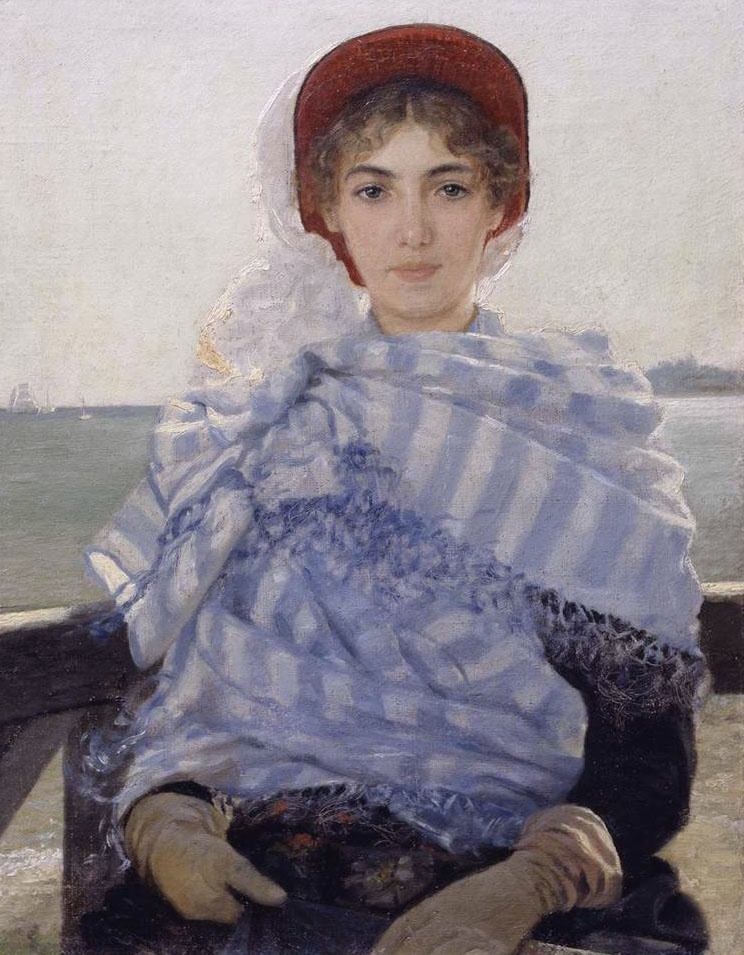
Портрет жены. Симферопольский художественный музей
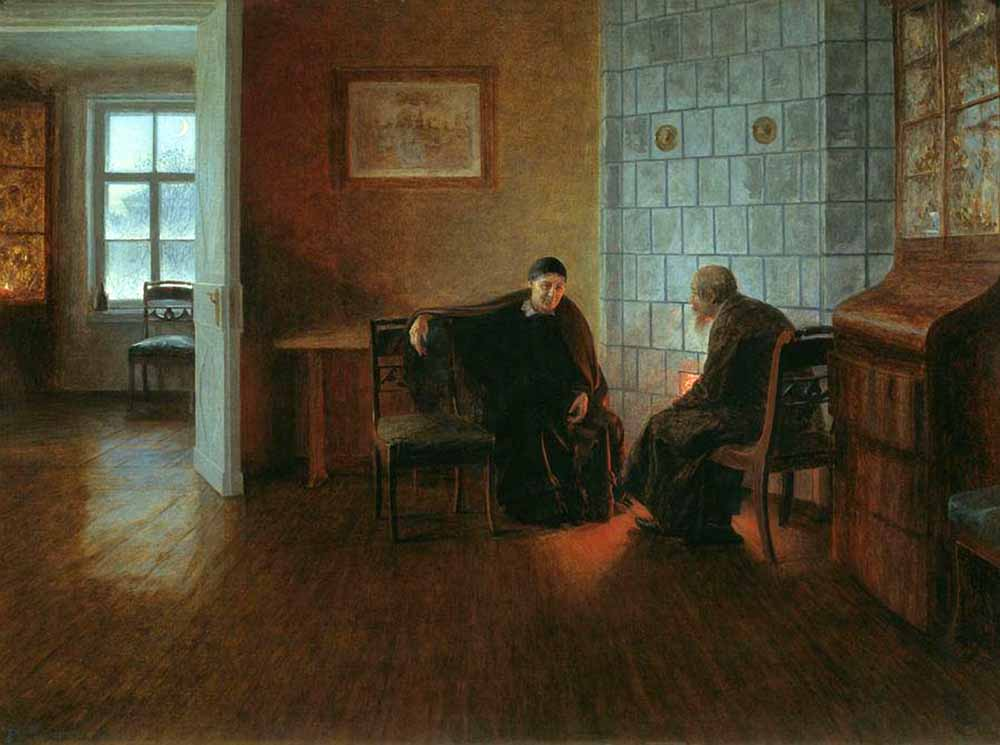
Сумерки, 1891. Государственная Третьяковская галерея
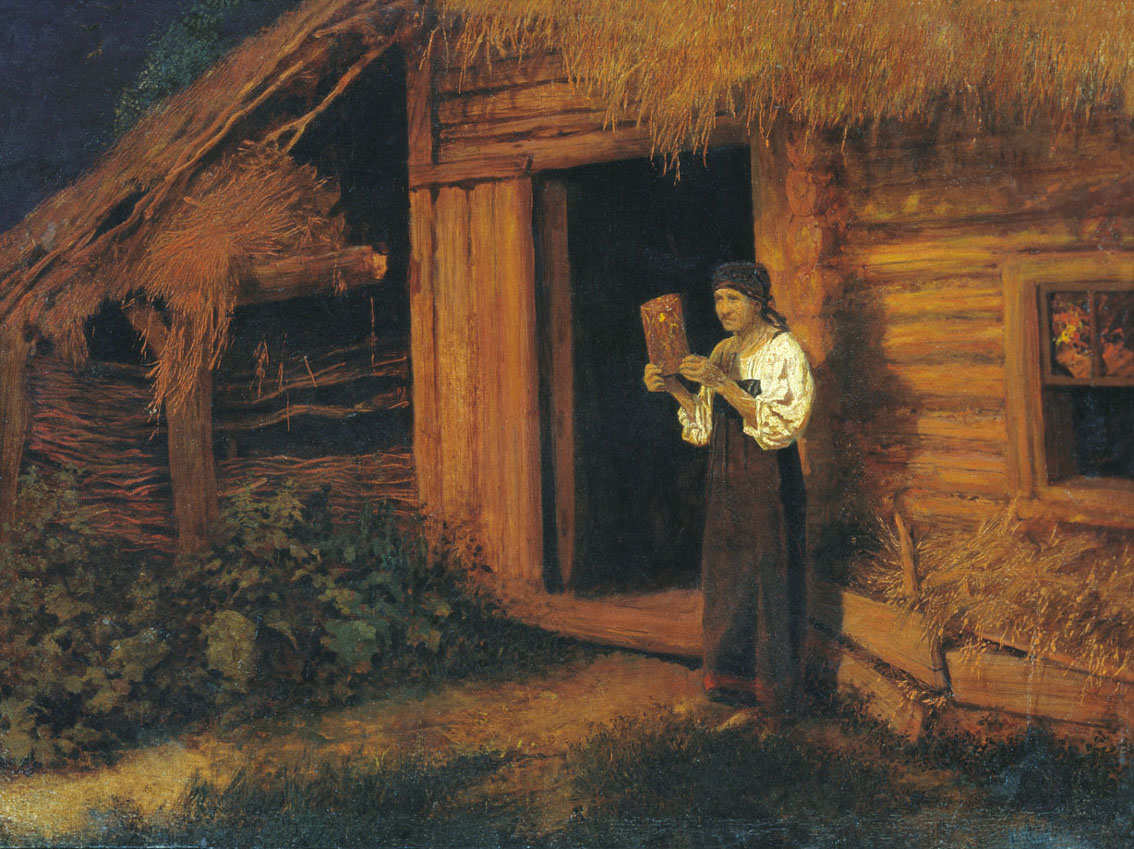
Пожар, 1891. Государственный музей истории религии, Санкт-Петербург
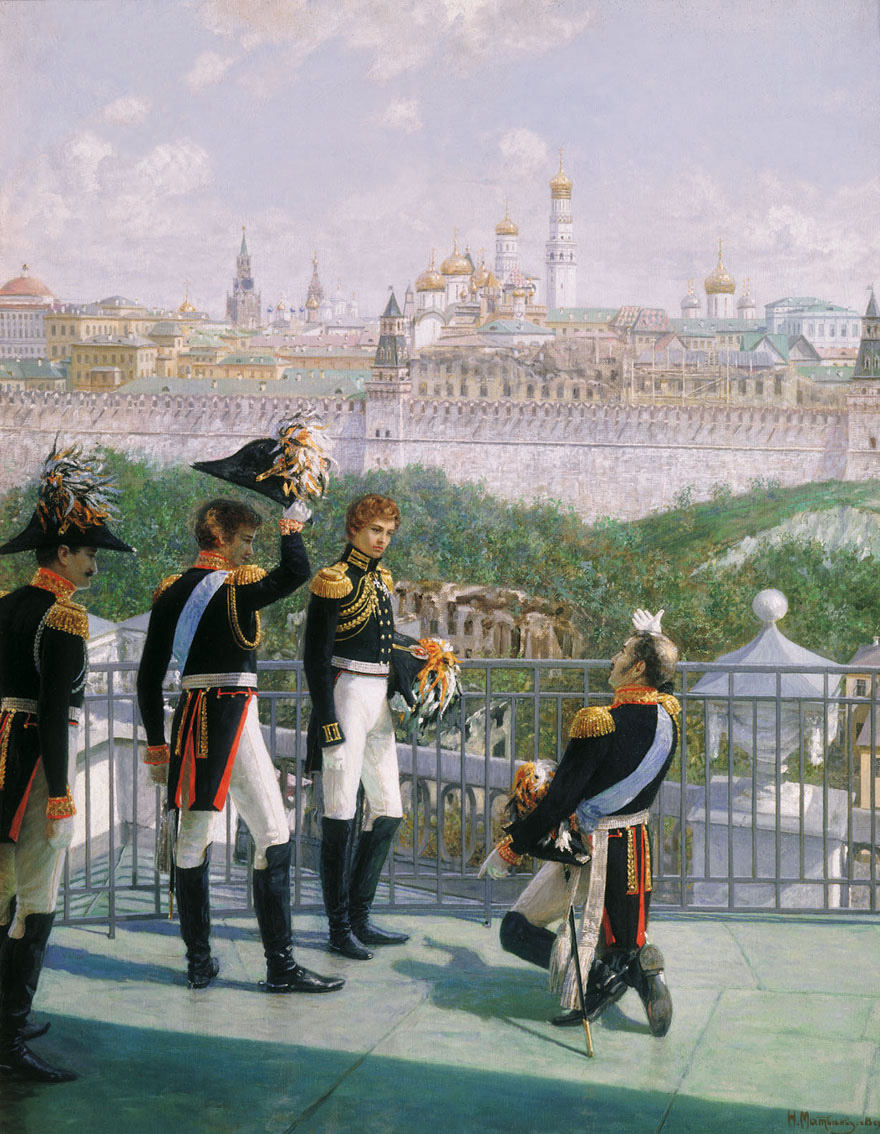
Король Прусский Фридрих Вильгельм III с сыновьями благодарит Москву за спасение его государства, 1896. Государственная Третьяковская галерея
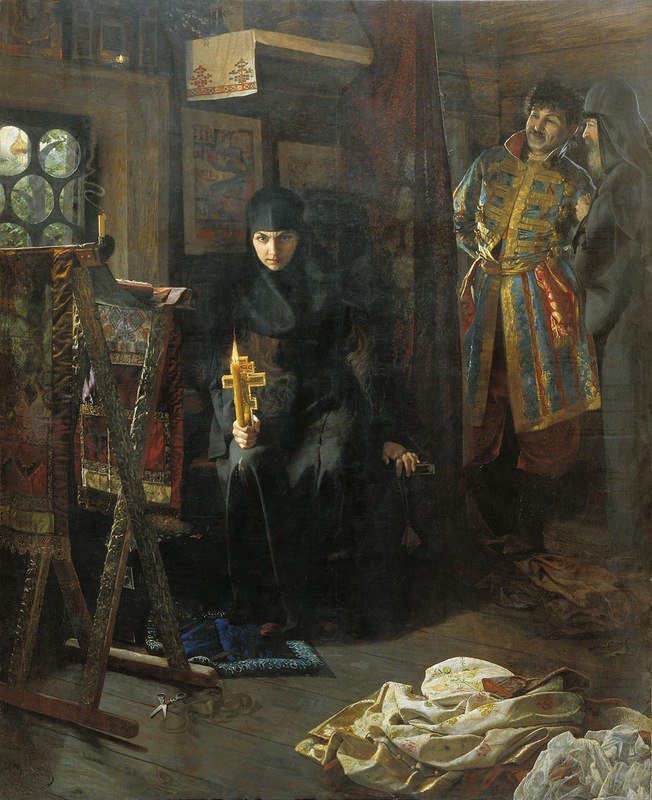
Против воли постриженная, 1897
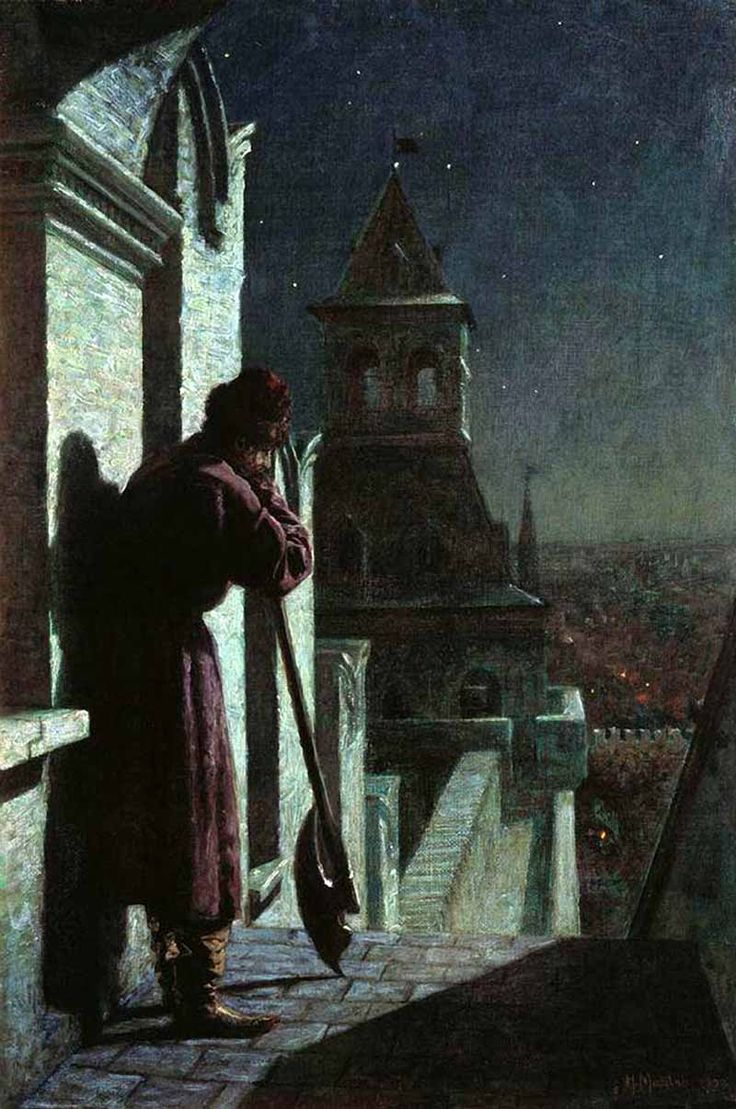
Стрелец на башне Кремля в лунную ночь
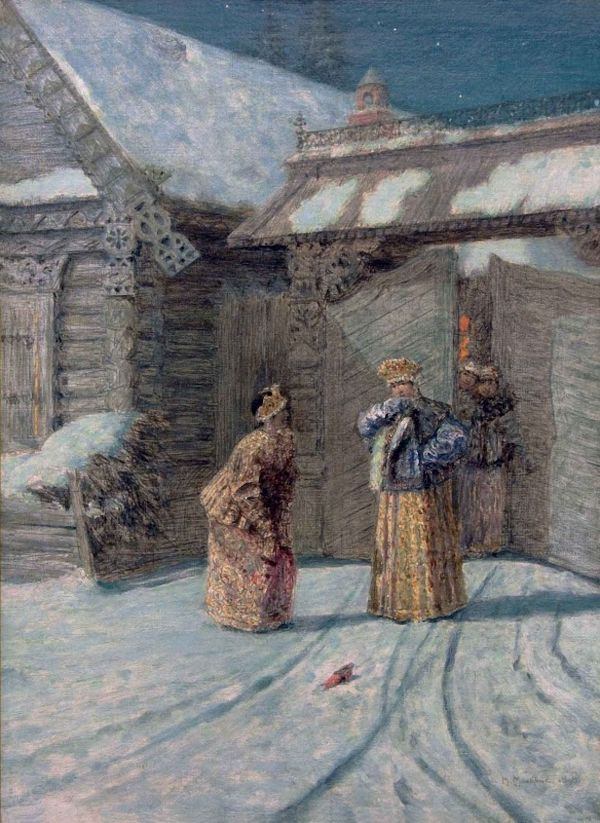
Раз в крещенский вечерок, 1898